# Subway Sect
Subway Sect — британская группа первой волны панк-рока, образованная в 1976 году певцом и автором песен Виком Годдардом и давшая первые свидетельства тому, что (как писал Марк Перри в эссе «And God Created Punk») «панк может быть чем-то намного большим, нежели тот прямолинейный напор звука, что предлагали Pistols, The Damned и The Clash». Subway Sect считались одной из самых многообещающих панк-групп своего времени, но влияние их было ограничено минимальной эффективностью: за два первых года своего существования они выпустили лишь два сингла и одну радиосессию Джона Пила.

## История группы
Вик Годдард и гитарист Роб Симмонс первоначально играли блюз, будучи студентами колледжа на юге Лондона. Затем они начали давать концерты в лондонской подземке, используя последнюю как репетиционное помещение. Отсюда (в честь Hammersmith Subway) предположительно и возникло название — в качестве другого варианта одно время рассматривался — Numb Hearts. Музыкальное мировоззрение Годдарда и Симмондса радикально изменилось после того, как оба побывали на концерте Sex Pistols в клубе Marquee: если не музыка, тот имидж произвёл на них неизгладимое впечатление. В первый состав Subway Sect вошли также Пол Майерс (Paul Myers, бас-гитара) и вокалист Пол Пекхэм (Paul Packham).
Вскоре произошла перетасовка: Пол пересел за ударные, Вик (прежде лишь игравший на гитаре) вышел к микрофону. В течение недели квартет под наставничеством Малкольма Макларена репетировал в Челси. Свой первый концерт они дали 29 сентября 1976 года на сцене Первого международного панк-фестиваля, организованного Маклареном, выйдя на сцене во всём чёрном и этим радикально отличаясь от остальных.
«Мне казалось, Pistols знаменовали собой конец рок-н-ролл, но я ошибся», — признавал Годдард. Они «… стремились оживить рок-н-ролл, мы же — освободиться от него», — говорил он позже журналу ZigZag. Subway Sect не сумели реализовать свою высокую  репутацию — во многом из-за того, что (в силу конфликта с менеджером Берни Роудсом) не выпустили дебютный альбом, подготовленный для Braik Records (отдельные песни из него впоследствии выходили на бутлегах).
К тому времени, как на Rough Trade вышел (официально дебютный) What’s The Matter, Boy, Годдард играл уже с другим составом и совершенно иную музыку: нововолновый рокабилли с элементами джаза, свинга, эстрады 50-х годов. Многочисленные попытки Годарда реформировать состав успеха не имели. Сам он впоследствии записывался соло (сотрудничая, в частности, с Эдвином Коллинзом из Orange Juice) и сохранил культовую популярность, не подкреплённую сколько-нибудь значительными релизами.

## Дискография

### Альбомы
- What’s The Matter, Boy (Rough Trade, 1986)
- Trouble (Rough Trade, 1986)
- We Oppose all Rock & Roll (Overground, 1996)
- Sansend (Motion, 2003)
- Now (2007)

### Синглы
- «Nobody’s Scared» b/w «Don’t Split It» (1978 Braik)
- «Ambition» b/w «A Different Story» (1978 Rough Trade RT007)